# Transdev Rhein-Main

Alpina-Logo bis 2015

Alpina ist eine Marke der Transdev Rhein-Main GmbH, eine zur Transdev-Gruppe gehörendes lokales Verkehrsunternehmen mit Sitz in Frankfurt am Main.
Zum 14. Mai 2009 wurden die früher eigenständigen Unternehmen Alpina Bad Homburg GmbH und Alpina Rhein-Main Co. & KG zur damaligen Veolia Verkehr Rhein-Main GmbH, der heutigen Transdev Rhein-Main GmbH, verschmolzen.
Ursprünglich waren die Einsatzorte Bad Vilbel, Offenbach-Westkreis und Frankfurt-Flughafen der Alpina Rhein-Main zugeordnet. Auch Linien der Stadtwerke Verkehrsgesellschaft Frankfurt am Main mbH (VGF) wurden von der Alpina Rhein-Main als Subunternehmen bedient.
Die Leitstelle, Werkstatt und Verwaltung befindet sich im Industriegebiet in Frankfurt-Seckbach.
Zum 1. Januar 2009 wurde nach einer europaweiten Ausschreibung der Betrieb der bisher von Alpina bedienten Linien in Bad Homburg und Oberursel an ein anderes Verkehrsunternehmen abgegeben. Der zur Stadt gehörende Betriebshof in der Nehringstraße in Bad Homburg musste aufgegeben werden. Die gesamte Verwaltung von Alpina Bad Homburg lief bis zum 13. Mai 2009 über den Betriebshof Flinschstraße in Frankfurt am Main.
Am 19. Februar 2010 gab die traffiQ bekannt, dass das letzte Busbündel in Frankfurt (Bündel E) an die Transdev Rhein-Main GmbH vergeben wurde. Dieses Linienbündel beinhaltet die Linien 32, 34, 39, 63, 64 und 66. Damit hielt Alpina zum Jahreswechsel 2010/2011 gut 40 % der Busleistungen in Frankfurt.
Zum 29. Mai 2010 wurde der Betrieb auf dem Vilbus beendet. Im Rahmen einer europaweiten Ausschreibung gewann die BRH viabus (damals First Group Rhein-Neckar) das Linienbündel Vilbus.
Zum 14. Dezember 2013 endete die Laufzeit des OF-West-Bündels, auch hier konnte BRH viabus das Linienbündel für sich erwerben.
Seit 2015 ist Alpina wieder in Bad Homburg, Oberursel, Friedrichsdorf und Frankfurt sowie auch in Offenbach West und im Taunus tätig.

## Einsatzorte
- Frankfurt am Main: 16 Buslinien (Linienbündel A) und eine Regionalbuslinie
- Landkreis Offenbach: 3 Buslinien
- Bad Homburg: 30 Buslinien (städtischer Busverkehr)
- Oberursel: 9 Buslinien (städtischer Busverkehr)
- Main-Taunus-Kreis: 9 Buslinien (und zwei AST-Linien)

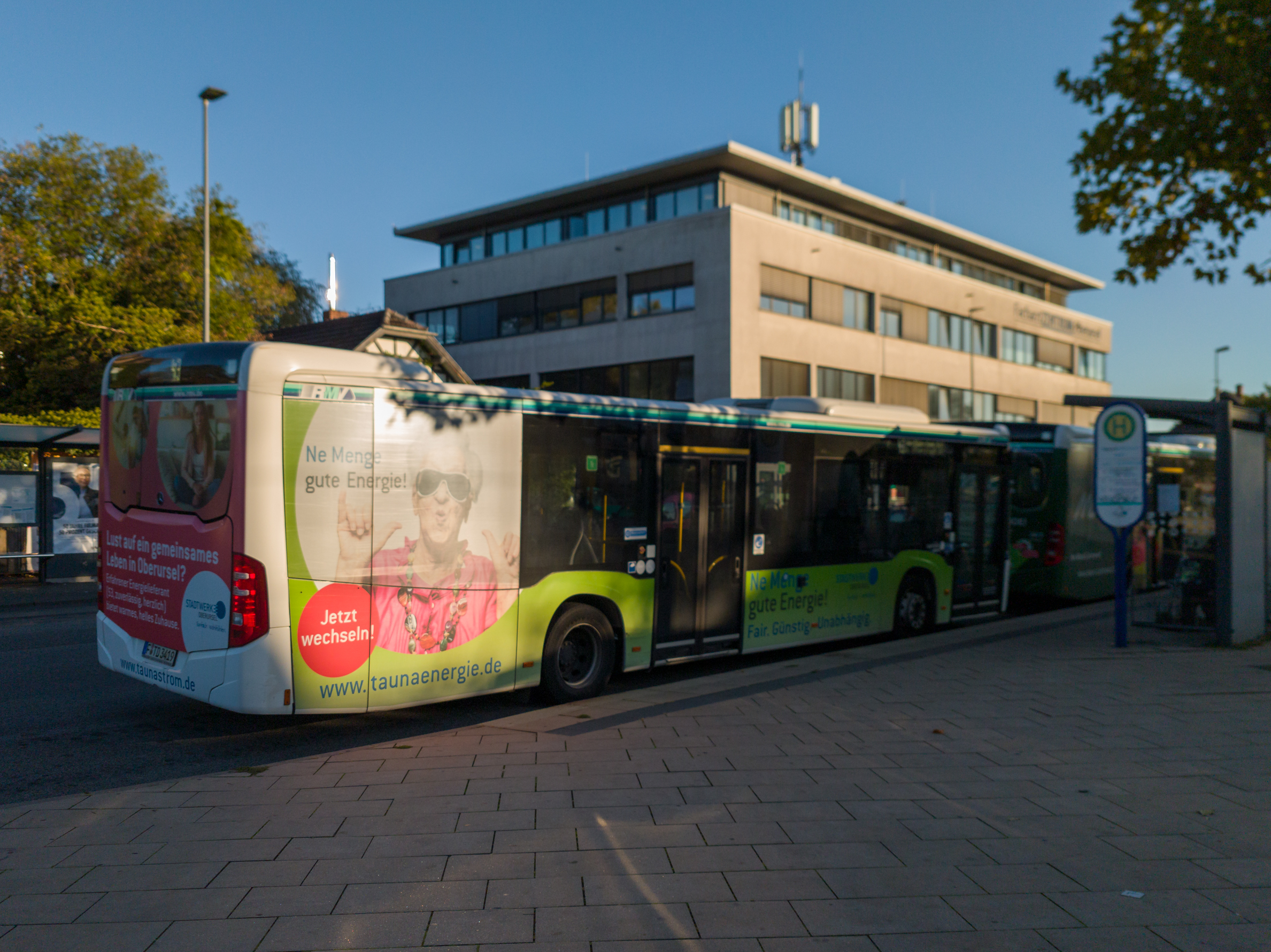
Transdev-Bus im Stadtverkehr Oberursel

### Frankfurt am Main (Busse von Alpina/Transdev betrieben)
| Linie | Verlauf |
| ----- | --- |
| 24    | Kalbach (U) – Frischezentrum |
| 25    | Berkersheim (S) → Nieder-Erlenbach → Berkersheim (S) |
| 27    | Preungesheim (U) – Frankfurter Berg – Bonames – Nieder-Eschbach (U)                                                                                           |
| 28    | (Riedberg (U) – Annette-Kolb-Weg/Hopfenbrunnen – Rathaus Kalbach –) Kalbach (U) – Harheim Tempelhof                                                           |
| 29    | Nordwestzentrum (U) – Mertonviertel – Riedberg – Kalbach – Nieder-Eschbach – Nieder-Erlenbach (– Harheim Im Niederfeld)                                       |
| 35    | Sachsenhausen Stresemannallee / Mörfelder Landstraße – Gablonzer Straße – Sachsenhausen Lerchesberg                                                           |
| 45    | (Offenbach Kaiserlei –) Frankfurt-Sachsenhausen Deutschherrnbrücke – Südbahnhof – Großer Hasenpfad                                                            |
| 47    | Südbahnhof – Sachsenhausen Dielmannstraße – Südbahnhof |
| 48    | Südbahnhof – Sachsenhausen Goetheturm – Südbahnhof |
| 52    | Gallus Schloßborner Straße/(Feldbahnmuseum-Römerhof –) Europaviertel West – Galluswarte – Friedrich-Ebert-Siedlung – Griesheim Bahnhof – Griesheim Jägerallee |
| 56    | Eschborn Südbahnhof (S) – Frankfurt-Rödelheim Gewerbegebiet – Rödelheim Bahnhof (S) – Eschborner Landstraße West                                              |
| M60   | Rödelheim Bahnhof (S) – Praunheim – Römerstadt – Nordwestzentrum (U) – Römerstadt – Heddernheim – Alt-Eschersheim Im Uhrig                                    |
| 65    | Bad Homburg Ober-Erlenbach – Frankfurt-Nieder-Erlenbach – Bad Vilbel Bahnhof (S)                                                                              |
| 69    | Ginnheim Markus-Krankenhaus – Ginnheim (U) – Weißer Stein (U) – Eschersheim – Hügelstraße (U)                                                                 |
| 71    | Nordwestzentrum (U) → Nordweststadt → Nordwestzentrum (U) |
| M72   | Nordwestzentrum (U) – Nordweststadt – Praunheim – Hausen – Industriehof (– Rödelheim Bahnhof (S))                                                             |
| M73   | Nordwestzentrum (U) – Nordweststadt – Praunheim – Hausen – Industriehof – Westbahnhof (S)                                                                     |
| N7    | Praunheim Heerstraße – Industriehof – Bockenheimer Warte – Konstablerwache – Eissporthalle/Festplatz – Enkheim                                                |
| N8    | (Nieder-Erlenbach –) Nieder-Eschbach – Riedberg – Heddernheim – Eschersheimer Landstraße – Südbahnhof                                                         |
| 84    | Niederrad Oberforsthaus – Gerauer Straße – Niederrad Bahnhof – Haardtwaldplatz – Mainfeld – Niederrad Niederräder Landstraße                                  |
| 87    | Galluswarte – Gutleutviertel Briefzentrum |
| 551   | Neu-Isenburg Gravenbruch – Offenbach Hauptbahnhof – Mainkur Bahnhof – Enkheim – Bad Vilbel Bahnhof                                                            |

Fahrzeuge
Im Jahr 2015 bestand der Fuhrpark aus:
- 35 Solobusse, Volvo 7700 (Dieselmotor mit EEV-Standard) (ausgemustert)
- zwei Solobusse, Volvo 7700 Hybrid (Dieselmotor) (ausgemustert)
- mehrere Solobusse, Solaris Urbino 12 (u. a. eingesetzt auf den Linien 65, 71 und 87)
- ein Solobus, MAN Lion’s City (EEV-Standard) (Reserve)
- zwei Solobusse, MAN A10 NL 202 (ausgemustert)
- ein Solobus, MAN A21 NL 313 (ausgemustert)
- 18 Midibusse, Van Hool NewA330 mit 10,7 Meter Länge (Dieselmotor mit EEV-Standard) (2021 ausgemustert)
- ein Midibus, Irisbus GX 127 (Dieselmotor mit EEV-Standard, 9,4 Meter Länge, 2,33 Meter Breite) (Reserve)
- ein Midibus, MAN / Göppel NM 192 (Reserve)
- fünf Midibusse, MAN Lion’s City M (mittlerweile Reservefahrzeuge)
- sechs Kleinbusse, Kutsenits-Aufbau, VW-Basis (eingesetzt auf der Linie 25)
- drei Kleinbusse, Fiat-Ducato-Basis (eingesetzt auf der Linie 25)

Ab 2020 wurde nahezu der gesamte Fuhrpark modernisiert. Folgende Busse sind im Fuhrpark dazugekommen:
- Elektrobusse, Ebusco (eingesetzt auf den Linien M60, 52 und 87 + zu Schwachverkehrszeiten auf Linien M72 und M73)
- Gelenkbusse, Mercedes-Benz Citaro G2 (eingesetzt auf den Linien M72 und M73)
- Midibusse, Mercedes-Benz Citaro K (eingesetzt auf den Linien 24, 27, 28, 29 und 69)
- Solobusse, Mercedes-Benz Citaro C2 (eingesetzt als Verstärker auf allen Linien)

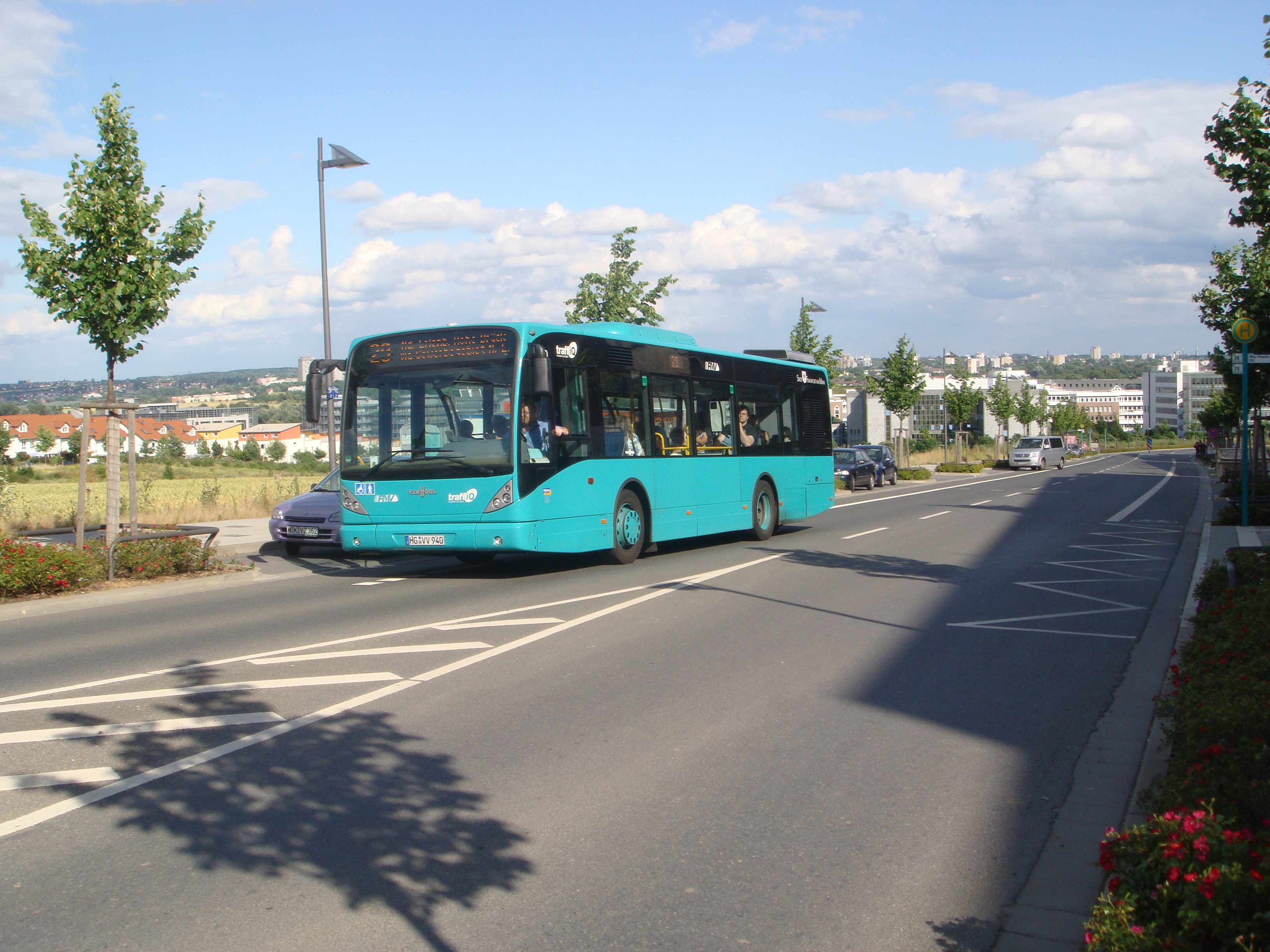
VanHool NewA330
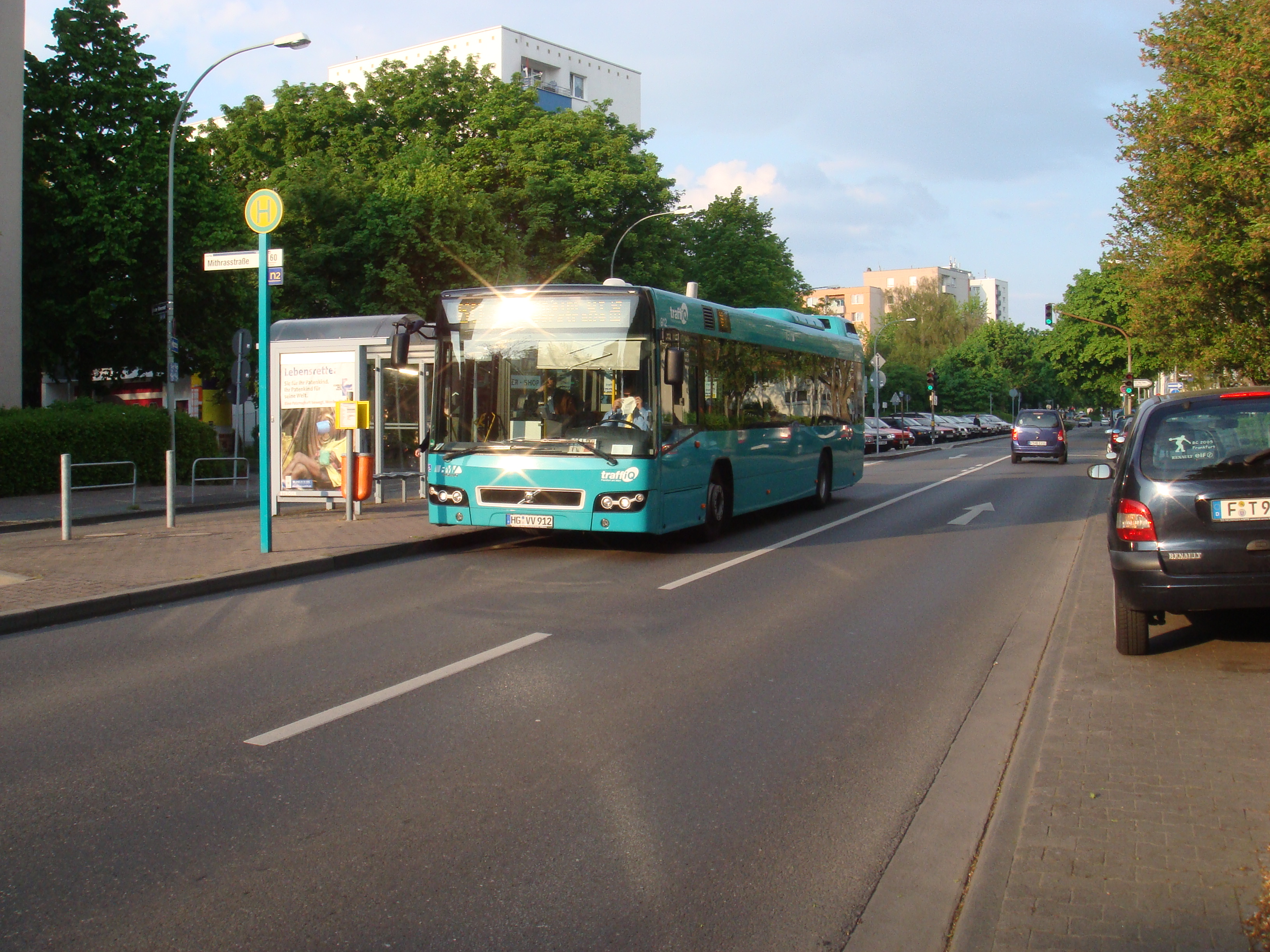
Volvo 7700
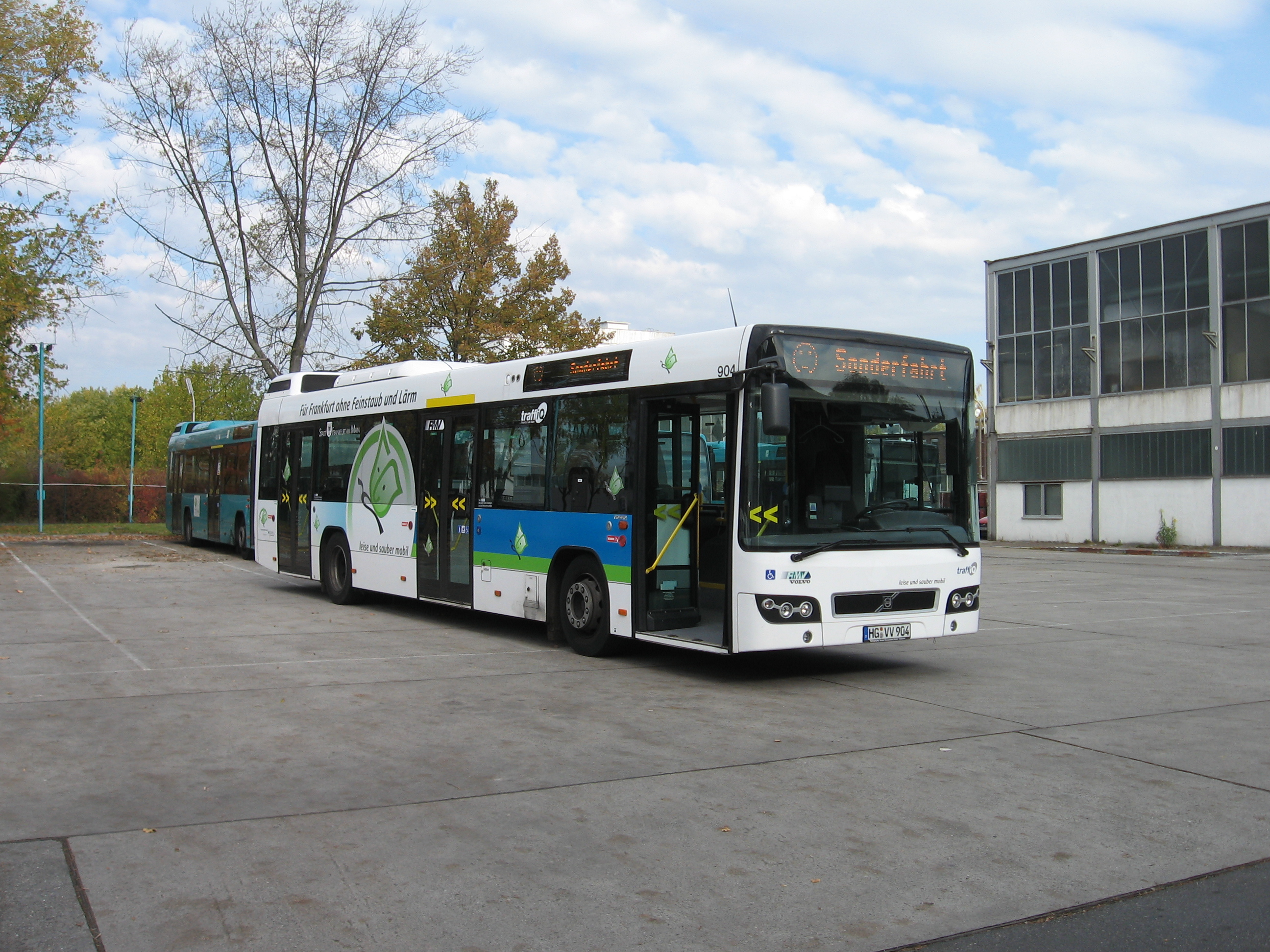
Volvo 7700 Kampagnenbus
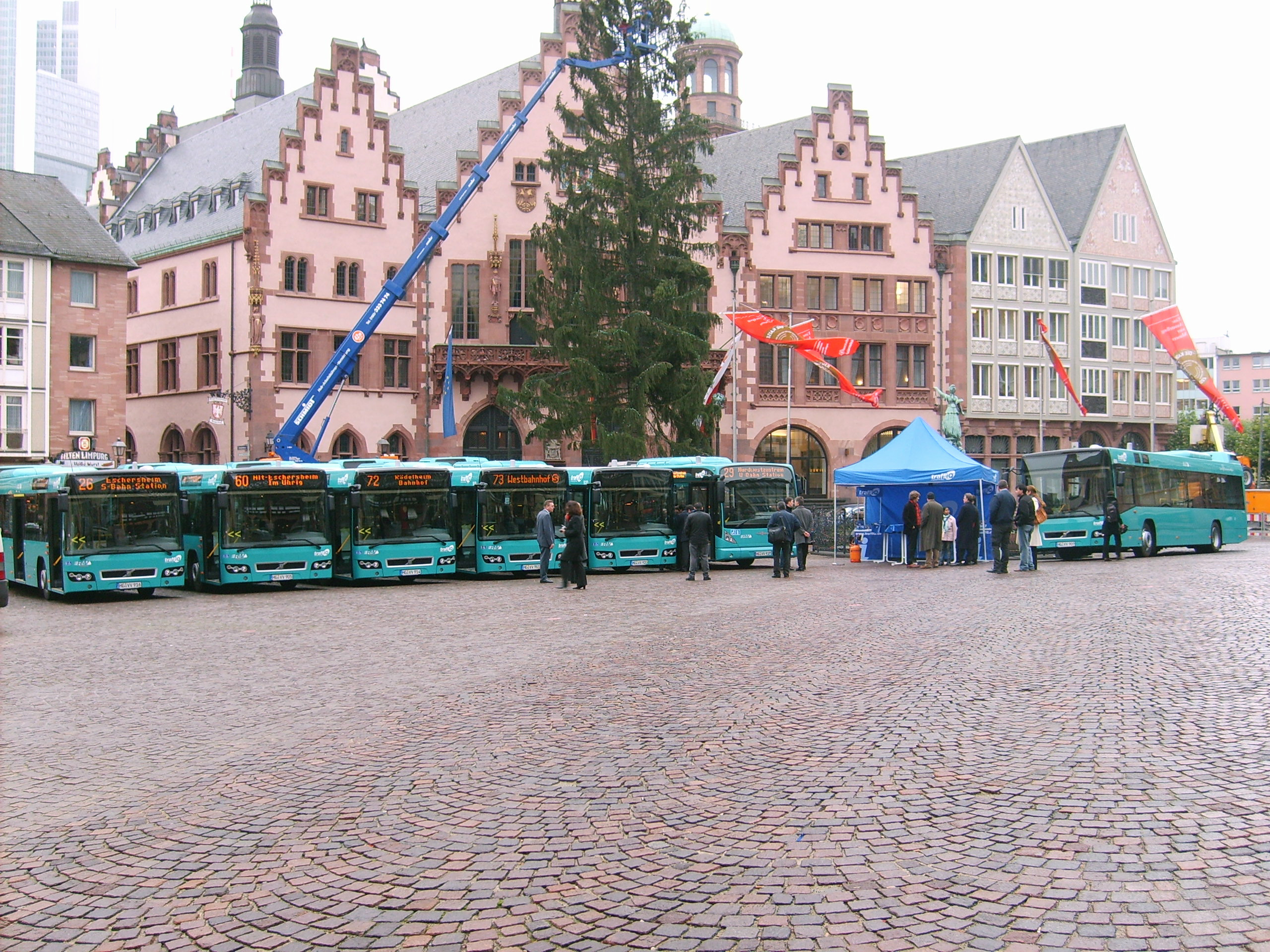
Alpina-Präsentation am Frankfurter Römer
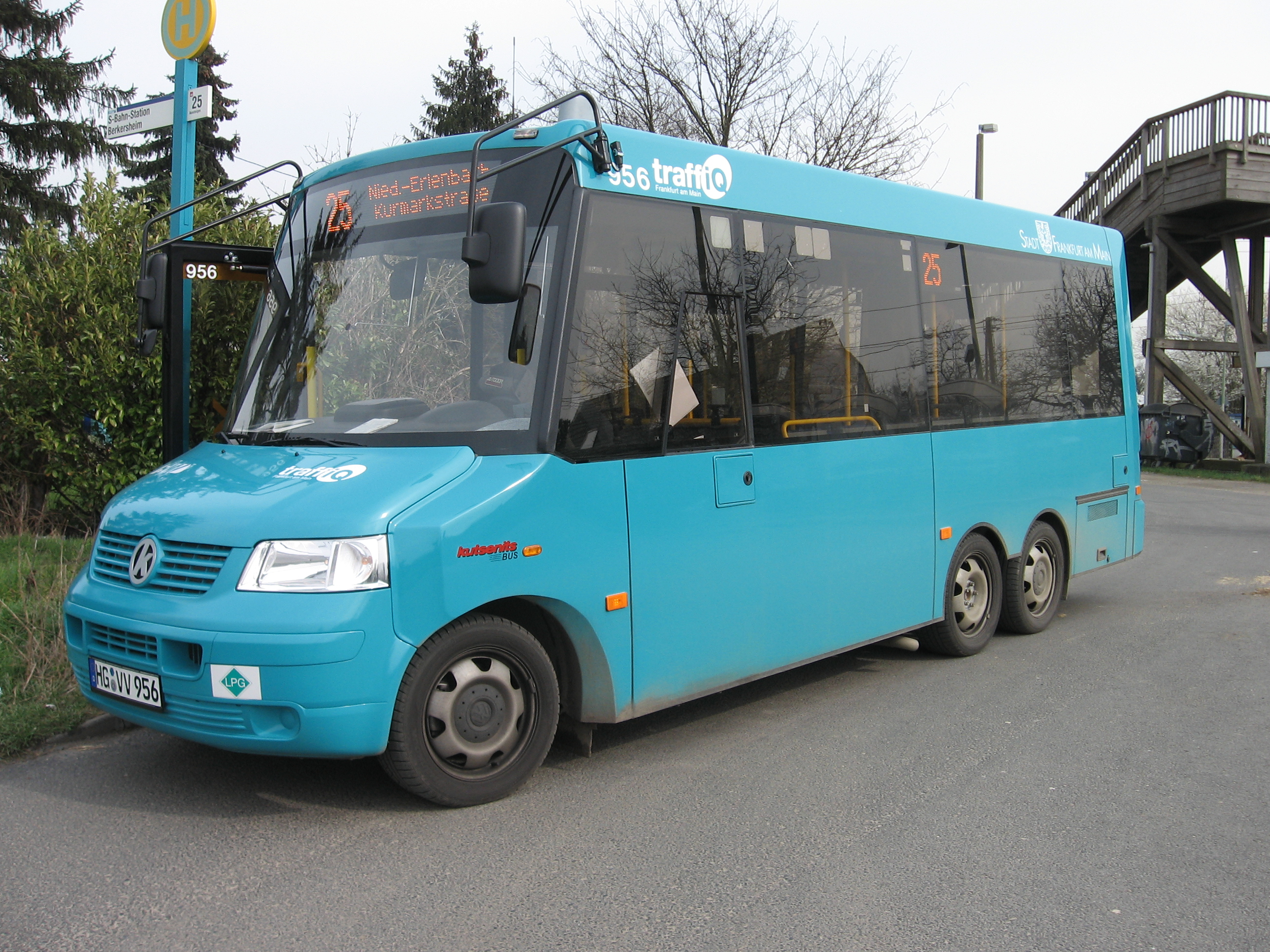
Kutsenits City IV
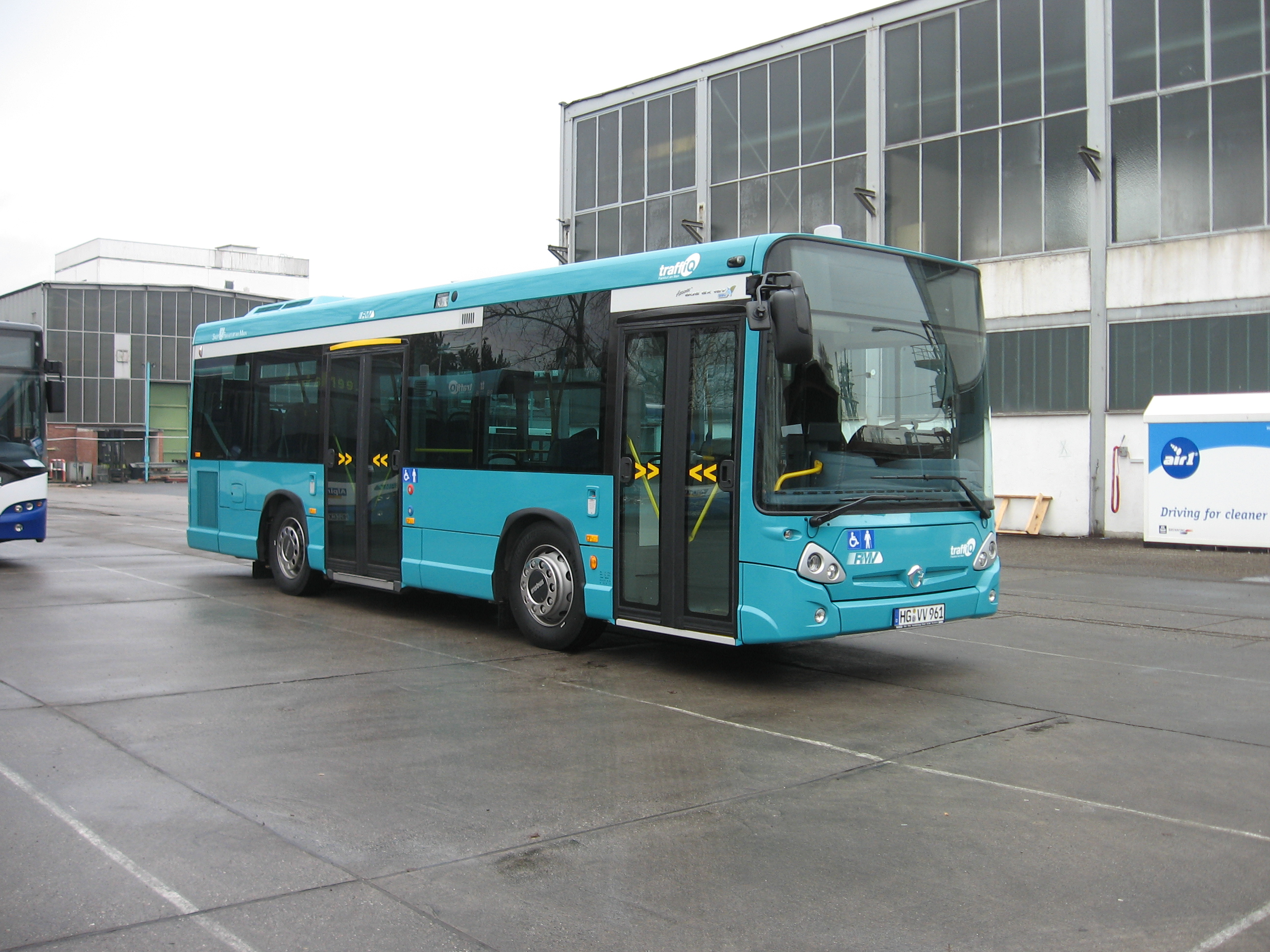
Irisbus GX 127 EEV

Betriebshöfe
Der Linienbetrieb erfolgt aus zwei Betriebsstellen in Frankfurt am Main:
- Betriebshof Flinschstraße (Flinschstraße 22, 60388 Frankfurt-Riederwald)
- Betriebshof Frischezentrum (Josef-Eicher-Straße 10, 60437 Frankfurt-Kalbach)